# Chaillac
Chaillac település Franciaországban, Indre megyében. Lakosainak száma 1031 fő (2022. január 1.). Chaillac Beaulieu, Bonneuil, La Châtre-Langlin, Dunet, Lignac, Roussines, Sacierges-Saint-Martin, Tilly és Cromac községekkel határos.

## Népesség
A település népességének változása:
| Lakosok száma | 1358 | 1149 | 1246 | 1161 | 1102 | 1076 | 1095 | 1086 | 1068 | 1031 |
|               | 1968 | 1982 | 1990 | 2006 | 2013 | 2015 | 2017 | 2019 | 2020 | 2022 |